# Друде, Пауль Карл Людвиг
Пауль Карл Людвиг Друде (12 июля 1863, Брауншвейг, — 5 июля 1906, Берлин) — немецкий физик.

## Образование
Окончил Гёттингенский университет.

## Научная деятельность
Основные труды по приложениям классической электронной теории: дал теорию электронной проводимости металлов, теорию поляризации света, отражённого от металлической поверхности, теорию дисперсии света. Впервые обнаружил и объяснил аномальную дисперсию диэлектрической проницаемости (позднее это объяснение было заменено теорией Дебая). Предложил методы измерения диэлектрической проницаемости и показателя поглощения жидких диэлектриков в метровом и дециметровом диапазонах электромагнитных волн. Член Берлинской АН.
Профессор Лейпцигского (с 1894), Гисенского (с 1900) и Берлинского (с 1905) университетов.
Редактор журнала «Annalen der Physik» с 1900 года.

## Память
В 1970 г. Международный астрономический союз присвоил имя Пауля Друде кратеру на обратной стороне Луны.